# British Overseas Airways Corporation
British Overseas Airways Corporation (сокр. BOAC) — государственная авиакомпания Великобритании, основанная в 1939 году; существовала до 1974 года. Компания была образована слиянием Imperial Airways Ltd и British Airways Ltd. В свою очередь, в 1974 году произошло слияние BOAC с British European Airways Corporation (BEA) и образована авиакомпания British Airways. Выполняла рейсы в Европу, Африку, Азию, Северную Америку, Канаду, на Карибские острова, Южную Америку, Новую Зеландию, Китай и т. д. Этой авиакомпанией летали члены королевской семьи. Основной парк самолётов состоял из Vickers VC10, de Havilland DH.106 Comet, Boeing 747-100, DC-4M. В 1974 году объединилась с British European Airways, образовав современную British Airways.

## География полетов
BOAC выполнял рейсы в Японию из Лондона на самолёте de Havilland DH.106 Comet с посадкой в Риме, Бейруте, Карачи, Дели, Калькутте, Бангкоке, Маниле. Время в пути составляло 36 часов, что существенно быстрее предыдущих маршрутов длительностью минимум 86 часов. Рейсы в Йоханнесбург выполнялись тоже на de Havilland DH.106 Comet с дозаправкой в Риме, Каире или Бейруте, Хартуме, Энтеббе и Ливингстоне.

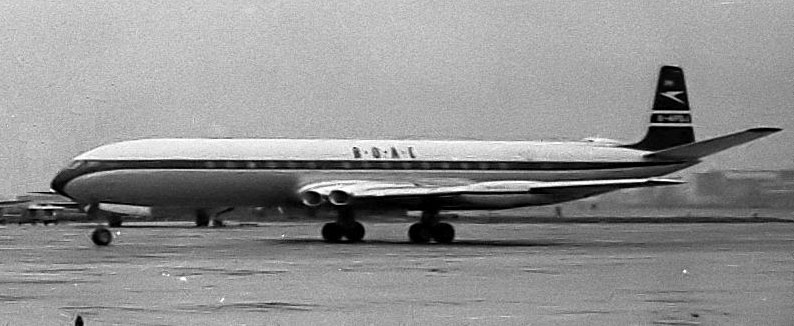
Самолет De Havilland Comet
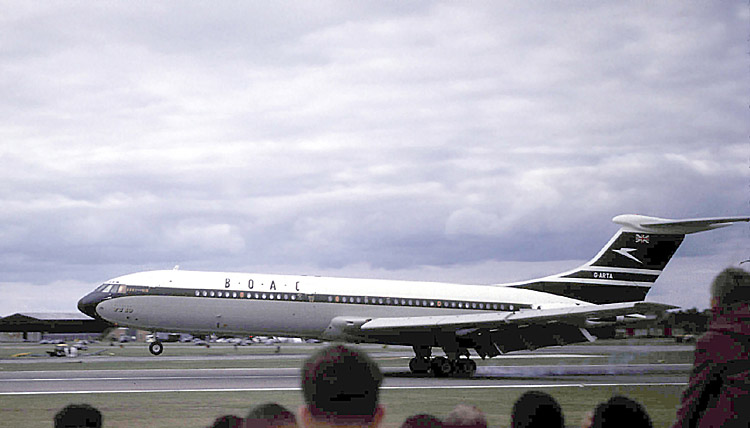
Самолёт Vickers VC10

## Флот
Перечисленные ниже самолёты использовались компанией BOAC, или её предшественниками, находившиеся в эксплуатации по состоянию на 1974 год перешли в состав British Airways.

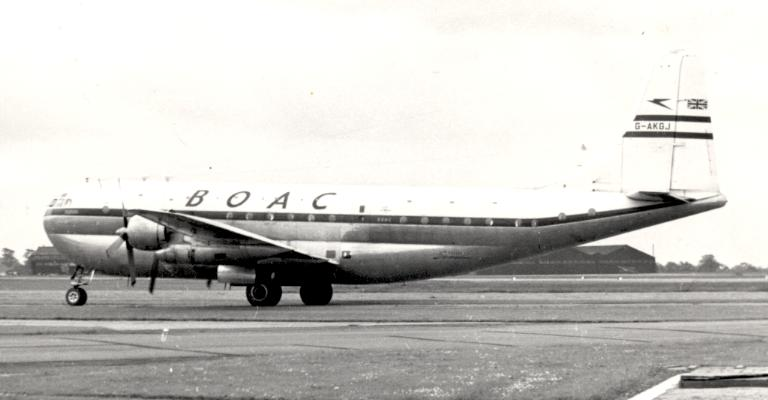
BOAC Boeing Stratocruiser G-AKGJ "RMA Cambria" в аэропорту Манчестера, перед рейсом в Нью-Йорк (июнь 1954 года)

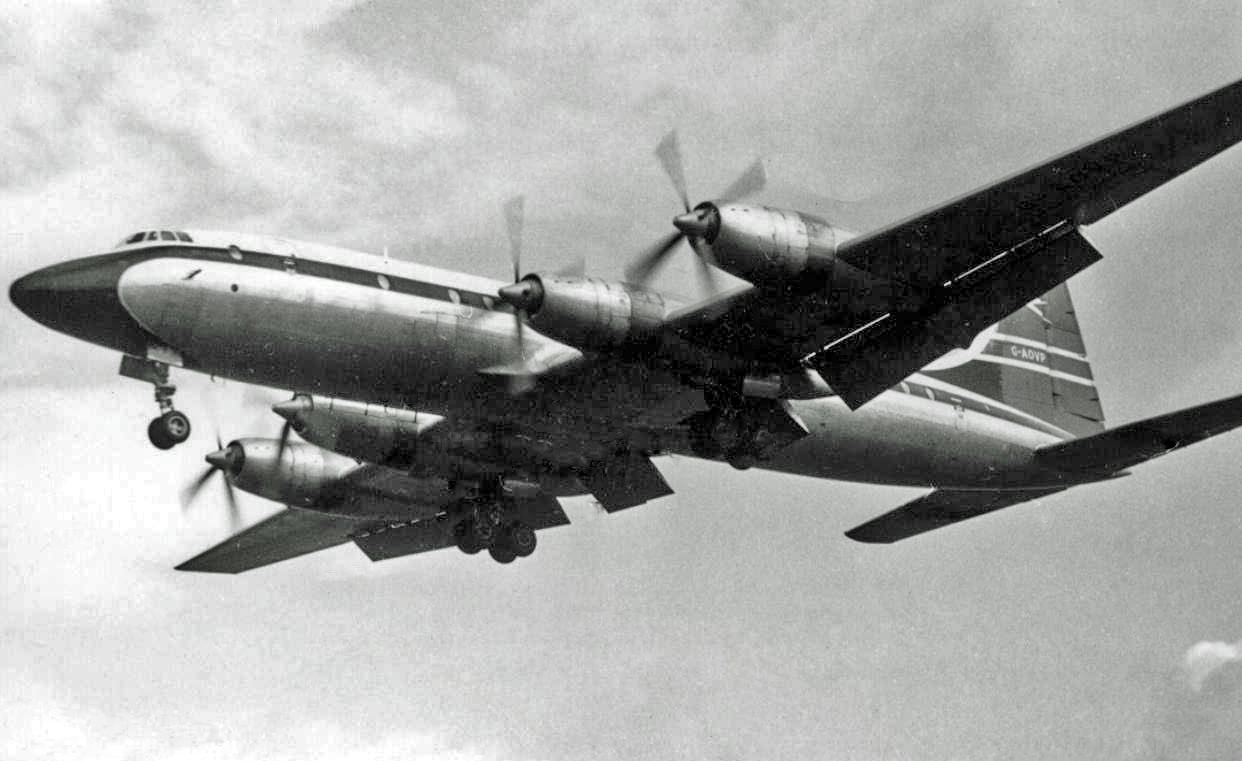
Посадка Britannia 312 после трансатлантического перелёта; Манчестер, 1959 год

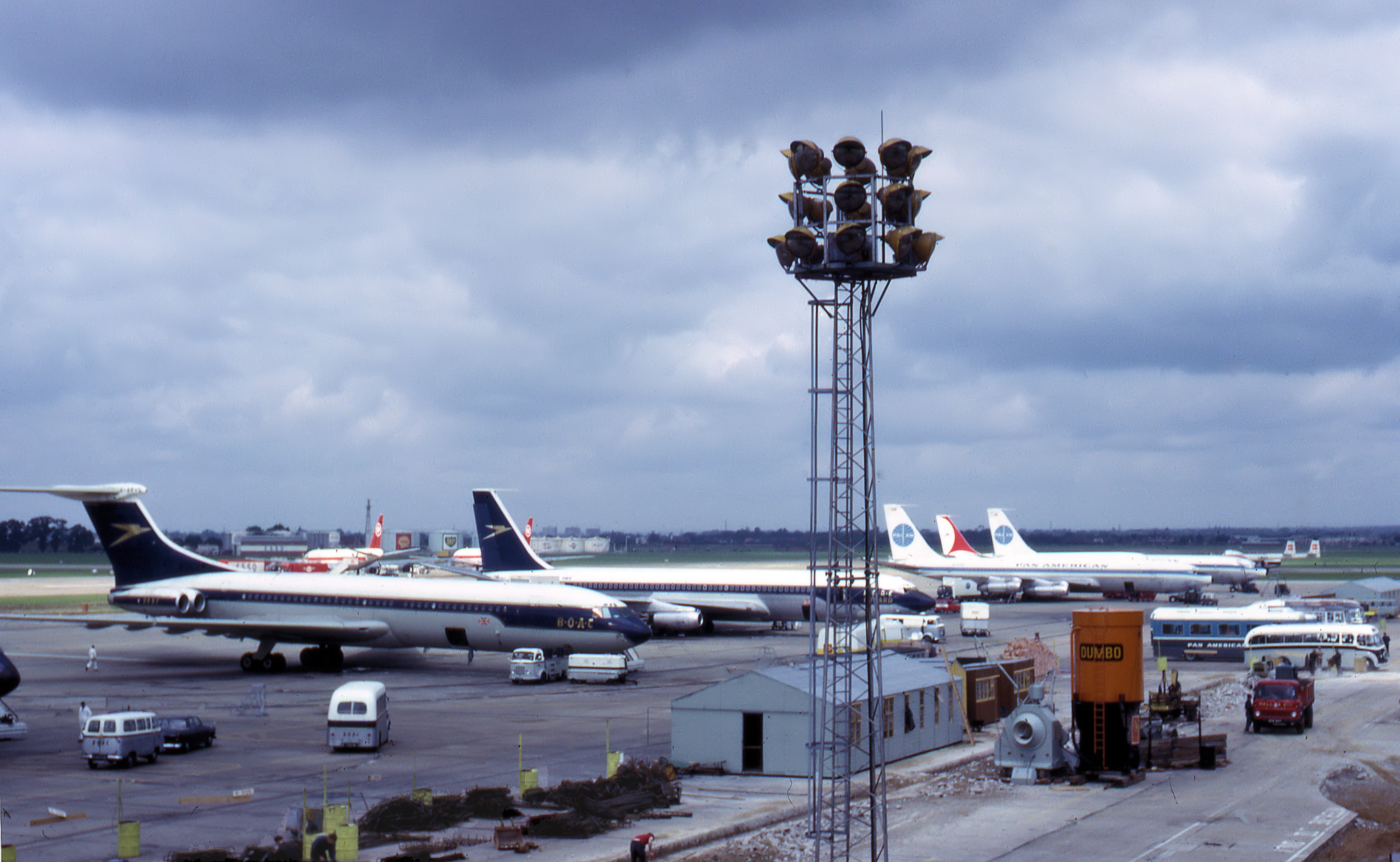
Лондонский аэропорт Хитроу, 1965 год. На переднем плане 2 самолёта BOAC – Vickers VC10 и Boeing 707.

- Aérospatiale/BAC Concorde (испытывался BOAC, эксплуатировался British Airways)
- Airspeed Consul (1949–54)
- Airspeed Oxford (1948–53)
- Armstrong Whitworth A.W.15 Atalanta (1933–41)
- Armstrong Whitworth A.W.27 Ensign (1939–46)
- Armstrong Whitworth A.W.38 Whitley V (1942–43)
- Avro Lancaster (1944–49)
- Avro Lancastrian (1945–51)
- Avro Tudor (1946–51)
- Avro York (1944–57)
- Boeing 314A Clipper (1941–48)
- Boeing 377 Stratocruiser (1949–60)
- Boeing 707-300 & -400 (1960–74)
- Boeing 747-100 (1969–74)
- Bristol Britannia (1955–66)
- Canadair C-4 Argonaut (1949–60)
- Consolidated Model 28 Catalina (1940–45)
- Consolidated Model 32 Liberator (1941–51)
- Curtis Wright CW-20 - one aircraft (1941–43)
- de Havilland DH.86 Express (1934–41)
- de Havilland DH.91 Albatross (1938–43)
- de Havilland DH.95 Flamingo (1940–44)
- de Havilland DH.98 Mosquito (1943–45)
- de Havilland DH.104 Dove (1946–60)
- de Havilland DH.106 Comet (1952-54 & 1958-69)
- Douglas DC-3/C-47 Dakota (1943–50)
- Douglas DC-7C (1956–65)
- Focke-Wulf Fw 200 Condor - OY-DAM "Dania" (G-AGAY "Wolf", DX177), интернированный самолёт, один из двух, принадлежавших датской DDL (1940–42)[2]
- Handley Page H.P.70 Halifax/Halton (1946–48)
- Handley Page H.P.81 Hermes (1949–57)
- Lockheed 10 Electra (1937–44)
- Lockheed 14 Super Electra (1938–44)
- Lockheed 18 Lodestar (1941–48)
- Lockheed 414 Hudson (1941–45)
- Lockheed L-049 и L-749 Constellation (1946–59)
- Short S.23, S.30 и S.33 Empire (1937–47)
- Short S.25 Sunderland/Hythe (1942–49)
- Short S.25 Sandringham (1947–60)
- Short S.26 (1939–47)
- Short S.45 Solent (1946–60)
- Vickers VC10 и Super VC10  (1964-1974)
- Vickers Viking (1946–47)
- Vickers Warwick - one aircraft (1944–45)
- Vickers Wellington (1942–43)

## Авиакатастрофы
- Катастрофа DC-3 над Бискайским заливом. 1 июня 1943 года самолёт рейса 777 был атакован в пути восемью немецкими дальними истребителями Junkers Ju 88 и упал в Бискайский залив, что привело к гибели всех 17 человек на борту.
- В 1953 году произошла авиакатастрофа de Havilland DH.106 Comet самолёт выкатился за пределы взлетно-посадочной полосы, погибло несколько человек. Расследование показало, что пилоты, которые ранее летали на поршневых самолётах, резко задирали нос и это приводило к сваливанию на малой высоте, что привело к авиакатастрофе.
- Катастрофа de Havilland Comet под Калькуттой. 2 мая 1953 года самолёт рейса BA783/057 вылетел из Калькутты в шторм и пропал с радара. После эксперты доказали, что самолёт, проходя через шторм, развалился в воздухе и погибли все пассажиры на борту.
- Катастрофа de Havilland Comet возле Эльбы.10 января 1954 года самолёт de Havilland DH.106 Comet (рейс BA781) выполнял рейс по маршруту Сингапур—Карачи—Бахрейн—Бейрут—Рим—Лондон, но вскоре после вылета из Рима на высоте около 8,3 километра испытал взрывную декомпрессию, в результате чего разрушился в воздухе. Обломки упали в Средиземное море к югу от острова Эльба. Погибли все находившиеся на его борту 35 человек — 29 пассажиров и 6 членов экипажа.
- Катастрофа de Havilland Comet под Неаполем. 8 апреля 1954 года самолёт de Havilland DH.106 Comet рейса SA201 вылетел из римского аэропорта Чампино, но после вылета на высоте 10 000 метров испытал взрывную декомпрессию и разрушился в воздухе. Обломки упали в Средиземное море к югу от Неаполя. Погиб 21 человек. Самолёт был зафрахтован у South African Airways.
- Катастрофа Boeing 707 на Фудзи. 5 марта 1966 года самолёт Boeing 707 рейса BA911 выполнял пассажирский рейс из Токио в Гонконг, но через 25 минут с момента вылета при пролёте близ Фудзи он внезапно разрушился в воздухе, после чего обломки врезались в склон горы, при этом погибли 124 человека.
- 8 апреля 1968 года самолёт Boeing 707 (рейс HW712) вылетел из Хитроу. Вскоре после взлёта начался пожар одного из левых двигателей. Ещё через минуту двигатель отделился от самолёта. Экипажу удалось посадить самолёт, но пламя продолжило распространяться по крылу, подойдя к фюзеляжу. Началась экстренная эвакуация пассажиров. Бортпроводница Барбара Джейн Харрисон успешно эвакуировала 15 пассажиров, но скончалась, когда пыталась эвакуировать ещё 4 человек.
- Угон самолёта на «Досонс Филд». 9 сентября 1970 года самолёт Vickers VC10 (рейс BA775) был захвачен над Персидским заливом сторонником «Народного фронта освобождения Палестины» и насильно посажен в «Досонс Филд».

## В культуре
- The Beatles упоминают BOAC в песне «Back In the USSR».
- Компания также упоминается в рассказе Джеймса Типтри-младшего «Последний полёт доктора Айна».